# Gérard Israël
Pour les articles homonymes, voir Israël.
Gérard Alexandre Israël, né le 24 novembre 1928 à Oran en Algérie et mort le 7 novembre 2018, dans le 4e arrondissement de Paris, est un philosophe français des religions. Il a aussi été député européen de 1980 à 1984.

## Fonctions et mandats
Gérard Israël a été le directeur de la revue Les Nouveaux Cahiers, éditée par l'Alliance Israélite Universelle.
Du 16 mai 1980 au 23 juillet 1984, il est député européen. Il préside alors la Sous-Commission des droits de l'homme.
Aux élections européennes de 1984, il est en 4e position sur la « liste pour les États-Unis d'Europe » conduite par Henri Cartan.

## Distinction
- Commandeur de l'ordre des Arts et des Lettres en 2000[6]

## Œuvres
- Gérard Israël, Le dernier jour de l'Algérie Française, 1er juillet 1962, Paris, Robert Laffont, 1972
- Gérard Israël, Heureux comme Dieu en France, 1940-1944, Paris, R. Laffont, coll. « Vécu », 1975
- Gérard Israël, René Cassin : 1887-1976, la guerre hors-la-loi. Avec de Gaulle. Les droits de l'homme, Paris, Desclée de Brouwer, 1990
- Gérard Israël, Provences, JC Lattès, 1996
- Gérard Israël, Dieu est-il laïque ?, Paris, Calmann-Lévy, 2005
- Gérard Israël, La question chrétienne, une pensée juive du christianisme., Payot, 2008